# آناستازیا پاپادوپولو
آناستازیا پاپادوپولو (انگلیسی: Anastasia Papadopoulou؛ زادهٔ ۱ ژوئیهٔ ۱۹۸۶) بازیکن فوتبال اهل یونان است.
وی همچنین در تیم ملی فوتبال Greece بازی کرده‌است.